# Gymnothorax angusticauda
Gymnothorax angusticauda là một loài cá lịch biển được tìm thấy ở Đại dương Thái Bình Dương và Ấn Độ, Biển Đỏ và xung quanh Indonesia.